# Abdoulaye Hissène

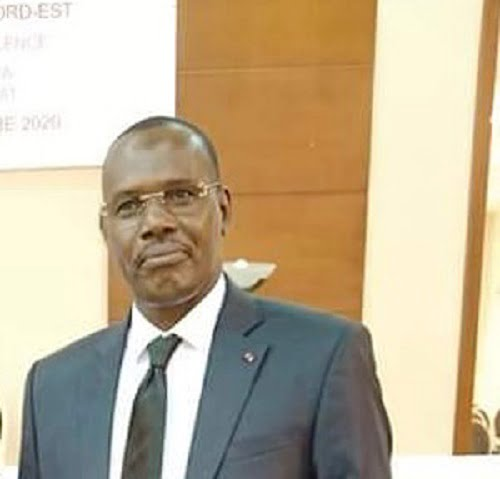

Abdoulaye Hissène é um senhor da guerra centro-africano, general da Frente Popular para o Renascimento da República Centro-Africana (FPRC), ex-Ministro da Juventude, sancionado por instituições internacionais por cometer múltiplos crimes de guerra.

## Vida
Nascido em 1 de janeiro de 1967 no vilarejo de Akourousoulba, perto da fronteira com o Chade, é um muçulmano e pertence ao grupo étnico Runga. Seu pai era um guarda ambiental responsável por fiscalizar as áreas protegidas da região. Quando era jovem, o pai de Hissène ensinou a ele e a seus irmãos a caça e o uso de armas. De acordo com outras fontes, seu pai era Abba Adoum Kette, influente colecionador de diamantes de Bria. Outro filho seu teria sido Mahamet Saleh. Nas décadas de 1990 e 2000, Hissène seguiu carreira no comércio de minerais como seu tio. Ele trabalhou como comerciante de diamantes e ouro para a empresa centro-africana SODIAM. Depois de acumular várias dívidas, fugiu para o Chade em 2009 para evitar pagá-las. Aos 40 anos, começou a vender carros de luxo, durante os quais fez conexões comerciais com a comitiva do presidente chadiano, Idriss Déby, e empresários influentes. Usando identidades chadianas falsas, abriu duas contas bancárias que usou entre 2009 e 2010, uma no Société Générale e outra no United Bank of Africa (UBA) na capital do Chade, N'djamena.

### Guerra civil
Em 2009, juntou-se ao grupo rebelde centro-africano Convenção dos Patriotas para a Justiça e a Paz (CPJP). Declarou-se presidente do CPJP em 2011. De 2009 a 2012 obteve fortuna com o comércio de diamantes, sendo seus combatentes responsáveis por múltiplos crimes de guerra. Em agosto de 2012, recebeu o cargo ministerial como parte do acordo de paz com o governo. De março de 2013 a janeiro de 2014, atuou como ministro da juventude e esportes sob a presidência de Michel Djotodia. De fevereiro a agosto de 2014, atuou como ministro e assessor presidencial da juventude na presidência de Catherine Samba-Panza. Em junho de 2014 foi nomeado primeiro conselheiro da Frente Popular para o Renascimento da República Centro-Africana (FPRC).
Em setembro de 2015, ordenou que seus combatentes matassem um menino muçulmano de dezessete anos em Bangui e espalhou rumores de que os anti-balakas foram os responsáveis apenas para instigar a violência na capital. Ele ordenou que seus combatentes atirassem nas pessoas que participavam do referendo de 17 de dezembro de 2015, matando pelo menos cinco delas. Em 15 de março de 2016, foi preso pela polícia antes que seus combatentes forçassem sua libertação. Em 19 de junho de 2016, combatentes liderados por ele e por Haroun Gaye sequestraram cinco policiais em Bangui.
Em 12 de agosto de 2016, decidiu escapar do distrito PK5. Juntamente com Haroun Gaye e Hamit Tidjani, eles pintaram sete veículos de branco para se assemelhar aos veículos da ONU. Ao passar pelo posto de controle de PK12, um soldado atirou neles matando um combatente. Em Damara, eles novamente entraram em confronto com soldados e um combatente que caiu do veículo foi morto pelos anti-balakas. Em Sibut, a MINUSCA os deteve. Eles abandonaram seus veículos e a MINUSCA prendeu onze combatentes, mas Gaye e Hissène conseguiram escapar a pé. No início de setembro de 2016 ele chegou a N'Délé junto com Gaye. De lá, o grupo supostamente viajou para Siki Kedi e N'Da na prefeitura de Vakaga, onde se encontraram com Noureddine Adam, antes de partirem para Bria para participar da Assembleia Geral da antiga Séléka. Em novembro de 2016, durante confrontos em Bria, ele ordenou que grupos de milicianos matassem civis fulas. Também alimentou as tensões étnicas, encorajando os combatentes anti-balakas a atacar o grupo armado União para a Paz na República Centro-Africana (UPC). Em 2019 casou-se com a filha do sultão de Birao.
Em 2020, recusou-se a ingressar na Coalizão de Patriotas pela Mudança. Em fevereiro de 2021, bloqueou um carregamento de armas designado para os combatentes da CPC.